# Мачакнар
Мачакнар је мало ненасељено острвце у хрватском делу Јадранског мора у акваторији Града Трогира.
Налази се око 1,5 км јужно од острва Дрвеника Велог, а најближе му је острвце Оруд око 200 метара северозападно. Површина острва износи 0,028 км². Дужина обалне линије је 0,67 км.